# Tghamardik
Pour les articles homonymes, voir Les Hommes.
Pour plus de détails, voir Fiche technique et Distribution.
Tghamardik (en arménien : Տղամարդիկ) est un film soviétique réalisé par Edmond Keossaian, sorti en 1973
Produite par Armenfilm, cette comédie lyrique est sortie avec le titre russe Les Hommes (en russe : Мужчины).

## Synopsis
Quatre amis - Vazgen, Sako, Suren et Aram - vivent à Erevan et travaillent comme chauffeurs de taxi. Un jour, Aram, le plus timide de la bande, tombe désespérément amoureux d'une fille prénommée Karine. Ses amis utilisent alors toute leur ingéniosité pour qu'une relation amoureuse s'épanouisse.

## Fiche technique
- Titre : Tghamardik
- Titres originaux : 
  - arménien : Տղամարդիկ ;
  - russe : Мужчины
- Réalisation : Edmond Keossaian
- Scénario : Edmond Keossaian et Aleksandre Tchervinski
- Compositeur : Robert Amirkhanyan
- Pays d'origine : RSS d'Arménie, URSS
- Langue : Arménien
- Genre : Comédie lyrique
- Durée : 69 minutes
- Dates de sortie :
  -  Russie : 17 septembre 1973

## Distribution
- Armen Dzhigarkhanyan : Kazarian
- Frounzik Mkrtchian : Souren
- Azat Cherents : Vazgen
- Avetik Gevorgyan : Aram
- Armen Ayvazyan : Sako
- Alla Tumanian (en) : Karine
- Raphaël Kotandjian (ru) : Levon
- Verdjalouis Miridjanian (en) : mère d'Aram
- Laura Gevorkian (ru) : femme de Kazarian
- Elena Oganessian : mère de Karine
- Levon Batikian : Roméo, frère de Souren
- Donara Mkrtchian (ru) : Médée, femme de Roméo
- Karine Khandanian : Anouch
- Albert Mkrtchian : James, frère d'Anouch
- Valentin Podpomogov (ru) : père de famille nombreuse
- Sergueï Potikian : Saakian, agent de milice
- Artur Saakian : Samvel
- Tatul Dilakian : directeur de crèche
- Edgar Elbakian (en) : voix dans la version arménienne
- Zinovy Gerdt : voix dans la version russe